# Ken Hirano
Pour les articles homonymes, voir Hirano.
Ken Hirano (平野 謙, Hirano Ken), né le 30 octobre 1907 à Kamigyō-ku (Kyoto) et mort le 3 avril 1978, est un écrivain et critique littéraire japonais.

## Biographie
Hirano fréquente l'école avec le futur écrivain Shūgo Honda. Il étudie la littérature à l'université de Tokyo et se joint à cette période au mouvement de la littérature prolétarienne. Sur la recommandation de Honda il est membre de l'Institut de recherche prolétarienne et après l'obtention de son diplôme, est corédacteur en chef de la revue Puroretaria bunka (« Culture prolétarienne »). L'assassinat en 1933 d'un membre du Comité central du Parti communiste japonais comme prétendu informateur de la police choque Hirano et l'amène à prendre ses distances du parti et du mouvement de la littérature prolétarienne. qui lui est associé.
À la fin des années 1930, Hirano, Shūgo Honda et Shizuo Yamamuro fonde la revue Hihyō. Après le déclenchement de la guerre avec les États-Unis en 1941, il devient un membre des services secrets japonais, pour lesquels il travaille jusqu'en 1943 et membre de la société de littérature patriotique Bungaku Hōkokukai.
En 1946, Hirano fonde avec Hideo Odagiri et Masahito Ara la revue Kindai bungaku (« Littérature moderne »), qui paraît jusqu'en 1964. En leur compagnie ainsi que celle d'auteurs comme Shūgo Honda, Shizuka Yamamuro, Yutaka Haniya et Kiichi Sasaki, il appartient à l'« école de la littérature moderne » (Kindai bungakuha).
Après la guerre, il fonde aussi le comité central de la Société littéraire du nouveau Japon. De 1958 jusqu'à sa mort, il est professeur de littérature à l'université Meiji. En 1969, il est lauréat du prix Mainichi de la culture. Il est considéré comme le découvreur d'écrivains comme Kenzaburō Ōe et Yumiko Kurahashi. Il remporte le prix Noma de littérature en 1975.
Il meurt le 3 avril 1978 d'une hémorragie méningée à l'hôpital Tamagawa (ja) de Setagaya à Tokyo.

## Ouvrages
- Hirano Ken et al : Nihon puroretaria bungaku taikei, 1954
- Hirano Ken, Hideo Odagiri, Kenkichi Yamamoto : Gendai Nihon bungaku ronsōshi, 1956
- Shōwa bungaku oboegaki, 1956
- Shimazaki Tōson, 1956
- Mitsuo Nakamura, Yoshimi Usui, Ken Hirano (éditeur) : Gendai Nihon bungakushi, 1959
- Hirano Ken (éditeur) : Seika Mayama, Shūkō Chikamatsu, 1973
- Ken Hirano zenshū, 1974
- Shōwa bungaku shiron, 1977
- Shimazaki Tōson; Sengo bungei hyōron, 1979

## Source de la traduction
- (de) Cet article est partiellement ou en totalité issu de l’article de Wikipédia en allemand intitulé « Hirano Ken » (voir la liste des auteurs).